# Váncza Emma
Váncza Emma, Vánca (Miskolc, 1863. december 21. – Budapest, 1943. december 15.) fényképész. Az 1896-os millenniumi kiállításon érmet nyert Miskolc környékét ábrázoló színezett panorámafényképeivel.

## Élete
Váncza Emma 1863-ban született, a Miskolcon 1818-ban letelepedett Wándza Mihály festő és Kuti (Brunner) Zsuzsanna, egy leánynevelő intézet tulajdonosa unokájaként. Apja, ifj. Váncza Mihály ügyvéd és '48-as honvéd volt, anyja Elizeus Julianna. Két fiútestvére érte meg a felnőttkort, Mihály és József (utóbbinak a fia, ifj. József a Váncza sütőpor és több más sütőipari termék gyártója). Emma apjától tanult rajzolni, majd Mihály bátyja hatására kezdett fényképezni. Festményeivel is díjakat nyert, és oltárképét ma is őrzi a hámori katolikus plébánia. Emma – polgári család lányától szokatlan módon – tizennyolc évesen műtermet nyitott, ahol fényképezéssel és akvarellfestéssel foglalkozott (a két szakma akkoriban szorosan összekapcsolódott). Műterme a Sötétkapu alatt állt. Az 1890-es években felvette alkalmazottnak Forst Frigyes Károlyt (1871–1946), akivel 1897. december 4-én Miskolcon házasságot kötött. Két gyermekük született, ifj. Károly Frigyes orvos, természetgyógyász (1898–1984) és Margit (1902–1987). Emma harminc éven át vezette műtermét, majd 1912-ben férje ösztönzésére Budapestre költöztek, de itteni vállalkozásuk nem lett sikeres. Forstné Váncza Emma nyolcvanévesen halt meg Budapesten, ahol a Kerepesi úti temetőben temették el, 1953-ban pedig az Új köztemetőbe helyezték át.

## A panorámaképek
A Diósgyőr környékét és a Hámori-völgyet ábrázoló fényképpanoráma négy darab 2,5 m hosszú és 0,5 m magas, egyenként 5-6 képből összeállított képből áll. Mivel színes fényképek készítésére akkoriban nem volt technikai lehetőség, a képeket utólag, kézzel kellett színezni. A panorámát maga Ferenc József is megtekintette, megdicsérte, és kezet fogott a fényképésszel. A kedvező kritikai fogadtatás mellett a kiállítás nagy millenniumi érmét is elnyerte a mű, melynek egyik eredeti darabja ma a Herman Ottó Múzeum Fotótörténeti Gyűjteménye részét képezi.

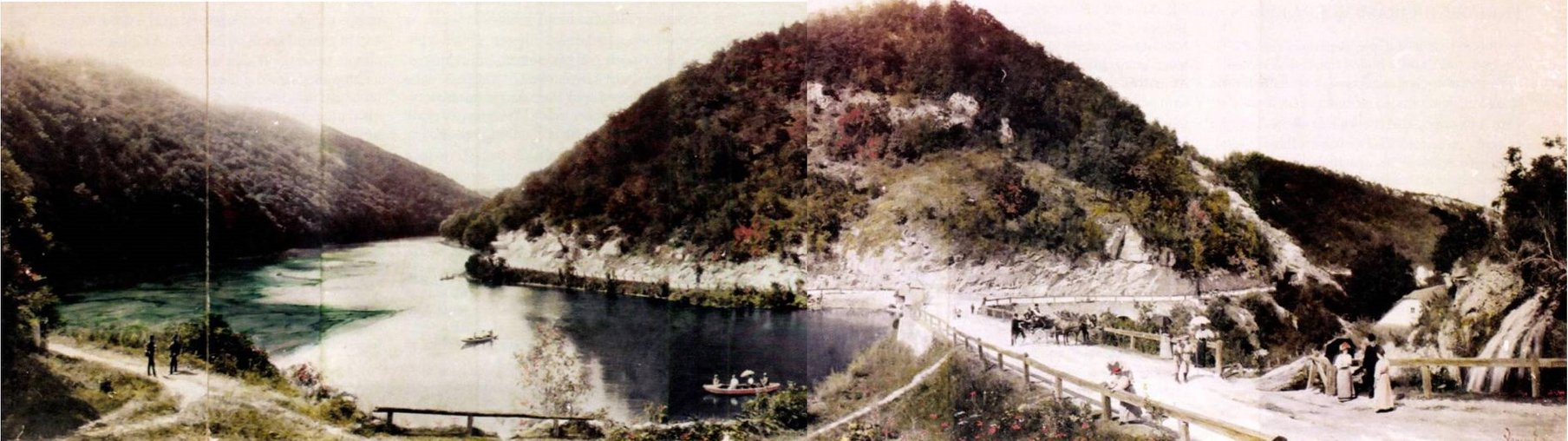
Lillafüredet ábrázoló, kézzel színezett panorámaképe